# Усейнов Мікаель Алескерович
Мікаель Алескерович (Мікаї́л Алеске́р огли) Усейнов (19 квітня 1905, місто Баку, тепер Азербайджан — 7 жовтня 1992, місто Баку, Азербайджан) — азербайджанський радянський архітектор, історик архітектури, педагог, професор (1939), доктор архітектури (1950). Академік Академії будівництва і архітектури СРСР (1957; член-кореспондент з 1941). Дійсний член Академії наук Азербайджанської РСР (1945). Депутат Верховної ради СРСР 4—5-го скликань. Депутат Верховної ради Азербайджанської РСР 3-го, 6—9-го скликань. Герой Соціалістичної Праці (18.04.1985).

## Життєпис
Народився в заможній родині промисловця-судновласника, міліонера. У 1911 році вступив до Бакинського реального училища. У 1921 році завершив навчання в 5-й радянській школі ІІ-го ступеня міста Баку.
З 1922 році навчався в Азербайджанському політехнічному інституті. У 1929 році закінчив архітектурно-будівельний факультет Азербайджанського політехнічного інституту.
З 1930 року — асистент, доцент Азербайджанського індустріального інституту в Баку. З 1939 по 1970 рік — професор кафедри архітектурного планування Азербайджанського політехнічного інституту. Очолював архітектурну майстерню державного проєктного інституту «Аздержархпроєкт» у місті Баку.
У 1947—1992 роках — голова правління Спілки архітекторів Азербайджанської РСР (Азербайджану).
У 1948—1988 роках — директор Інституту архітектури та мистецтва Академії наук Азербайджанської РСР.
У 1975—1991 роках — секретар Спілки архітекторів СРСР.
У 1985 році обраний почесним членом Королівського Азійського товариства Англії та Ірландії. У 1992 році став почесним членом Міжнародної академії архітекторів, президентом міжнародної академії архітектури країн Сходу.
Помер 7 жовтня 1992 року в місті Баку. Похований в Баку на Алеї почесного поховання.

## Нагороди
- Герой Соціалістичної Праці (18.04.1985) — за великі заслуги у розвитку радянської архітектури, плідну науково-педагогічну та громадську діяльність та у зв'язку з вісімдесятиріччям від дня народження
- три ордени Леніна (25.02.1946, 9.08.1958, 18.04.1985)
- два ордени Трудового Червоного Прапора (16.09.1939, 6.11.1951)
- медалі
- Сталінська премія ІІ ст. (1941) — за архітектурний проєкт павільйону Азербайджанської РСР на Всесоюзній сільськогосподарській виставці
- Премія Ради Міністрів СРСР (1978)
- Народний архітектор СРСР (20.10.1970)
- Заслужений діяч мистецтв Азербайджанської РСР (23.04.1940)
- Почесний громадянин міста Баку (1982)